# Пениоцереус
Пениоцереус (лат. Peniocereus) — род суккулентных растений семейства Кактусовые (Cactaceae) произрастающий на территории Мексики и США (Аризона, Нью-Мексико, Техас).

## Название
Родовое латинское название Peniocereus происходит от греческого слова penios, что означает «нить», и названия рода Cereus — Цереус (от лат. cereus — «восковой» или «восковая свеча».
Русскоязычное название является транслитерацией латинского.

## Ботаническое описание
Пениоцереус — род растений, включающий кустарники невысокого роста. Они могут иметь прямостоячие или раскидистые формы, а также дугообразные или стелющиеся. Растения умеренно разветвлены. Корни реповидные или клубневидные, сгруппированные.
Стебли имеют различные оттенки: серые, серо-зеленые, зеленовато-коричневые, коричневые или багрянистые. Они бывают столбчатыми и имеют теретовидную форму в проксимальной части стебля, а дистально могут быть округлыми или угловатыми. В некоторых мексиканских видах молодые стебли имеют форму с тремя до пяти граней, в то время как взрослые стебли округлые. Размеры стеблей составляют 25-300 × 0,3-2 см. Они могут быть тонкими, пупырчатыми или сосочковыми.
У растений обычно от 3 до 9 (иногда до 20) ребер. Ареолы расположены на ребрах и находятся на расстоянии 5-20 мм друг от друга. Форма ареол может быть круглой или эллиптической.
Растения имеют колючки, расположенные пучками от 5 до 15 (или до 17) в каждой ареоле. Колючки имеют желтовато-белый цвет, иногда с черными концами. Они могут быть конической или шиловидной формы с вздутым основанием, а иногда превращаться в игольчатые или щетинковидные структуры. Длина колючек составляет от 1,5 до 4 (или до 25) мм, они могут быть опушенными или голыми и обладать шелушащейся поверхностью. Радиальные и центральные колючки обычно имеют одинаковую структуру.

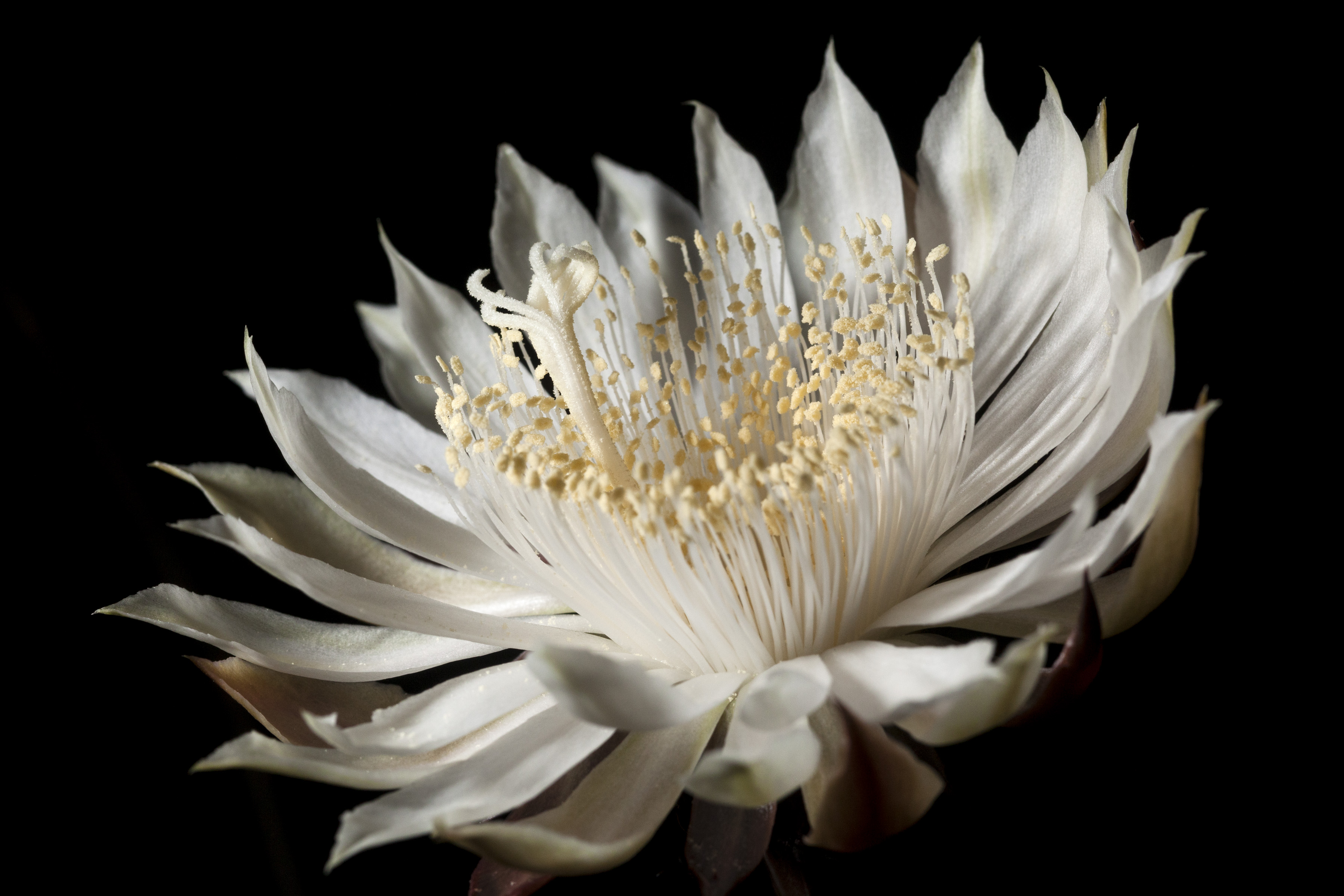
Цветок Peniocereus greggii subsp. greggii

Цветки распускаются ночью и остаются открытыми до следующего дня. Они обычно располагаются латерально вдоль дистальных частей ребер и на краях ареол. Цветки обладают ароматом и имеют чашеобразную форму с длинной трубкой, которая резко расширяется у вершины. Длина цветков обычно составляет от 7 до 25 см. Листочки околоцветника могут быть ланцетными, обратноланцетными, верхушечными или отогнутыми. Наружные листочки околоцветника имеют зеленоватый оттенок, часто с красным, пурпурным, коричневым или белым оттенком. Они имеют размеры примерно от 25 до 50 мм в длину и от 2 до 6 мм в ширину. Внутренние листочки околоцветника обычно белые (или красные), иногда со слегка кремовым, розовым, красным или зеленым оттенком. Они имеют размеры примерно от 25 до 75 мм в длину и от 8 до 12 мм в ширину, с краями, которые могут быть цельными или слегка волнистыми. Завязь цветка содержит низкие бугорки, может быть покрыта мелкой чешуей или быть безчешуйчатой, и обычно имеет колючки.
Плоды являются нераскрывающимися и имеют различные оттенки, от красных до алых (от карминовых до пурпурных). Они имеют форму грушевидную или эллипсовидную (иногда яйцевидную) и размеры примерно от 40 до 90 мм в длину и от 25 до 50 мм в ширину. Плоды мясистые, малобугорчатые, имеют колючки. Мякоть плодов красноватая, а у некоторых видов она сладкая и съедобная.
Семена черные и имеют широкопродолговатую форму, их размеры составляют примерно от 1 до 4 мм в длину и от 0,8 до 2,5 мм в ширину. Они могут быть блестящими или матовыми.
Количество хромосом — 11.

## Распространение

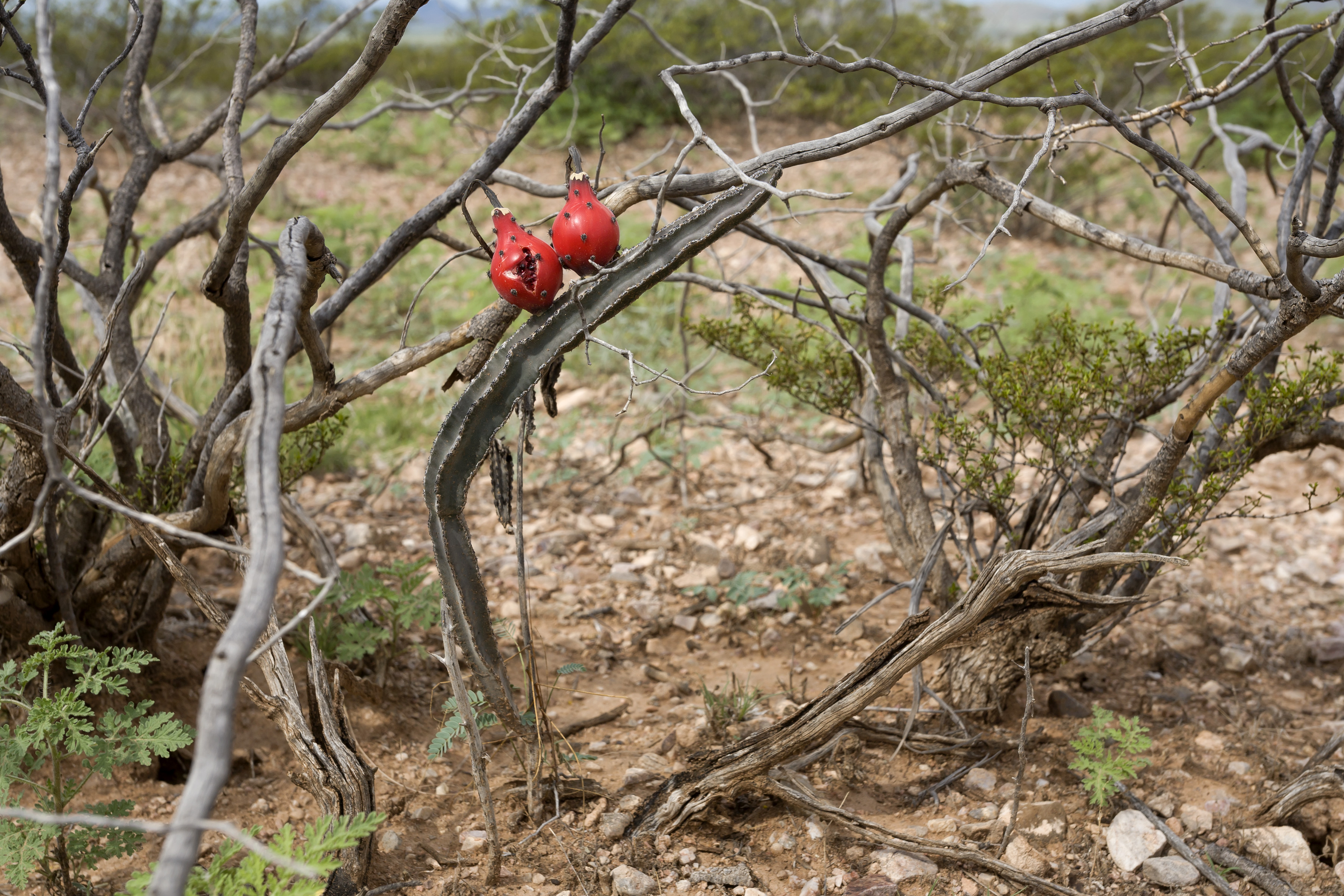
Плоды Peniocereus greggii subsp. greggii

Пениоцереус — это род кактусов, который часто трудно заметить в естественной среде, кроме периода цветения или плодоношения. Они растут на известняковых или песчаных почвах, на аллювиальных равнинах, обнажениях известняка, в тенистых скалах, холмах, в лиственных лесах, среди кустарников, а также в прибрежных районах. Один из их видов, Peniocereus marianus, обитает вдоль околоокеанских районов до 1500 м над уровнем моря и часто использует окружающую растительность, такую как Larrea divaricata и Neltuma glandulosa, для защиты и поддержки.

## Таксономия
Peniocereus (A.Berger) Britton & Rose, первое упоминание в Contr. U.S. Natl. Herb. 12: 428 (1909).

### Синонимы
Гетеротипные (основанные на разных номенклатурных типах):
- Cullmannia Distefano (1956)
- Neoevansia W.T.Marshall (1941)

### Виды
Подтвержденные виды по данным сайта Plants of the World Online на 2023 год:
- Peniocereus greggii (Engelm.) Britton & Rose
- Peniocereus johnstonii (Engelm.) Britton & Rose
- Peniocereus lazaro-cardenasii (J.L.Contr., J.Jiménez Ram., Sánchez-Mej. & C.A.Toledo) D.R.Hunt
- Peniocereus marianus (Gentry) Sánchez-Mej.
- Peniocereus papillosus (Britton & Rose) U.Guzmán
- Peniocereus striatus (Brandegee) Buxb.
- Peniocereus viperinus (F.A.C.Weber) Kreuz.
- Peniocereus zopilotensis (J.Meyrán) Buxb.

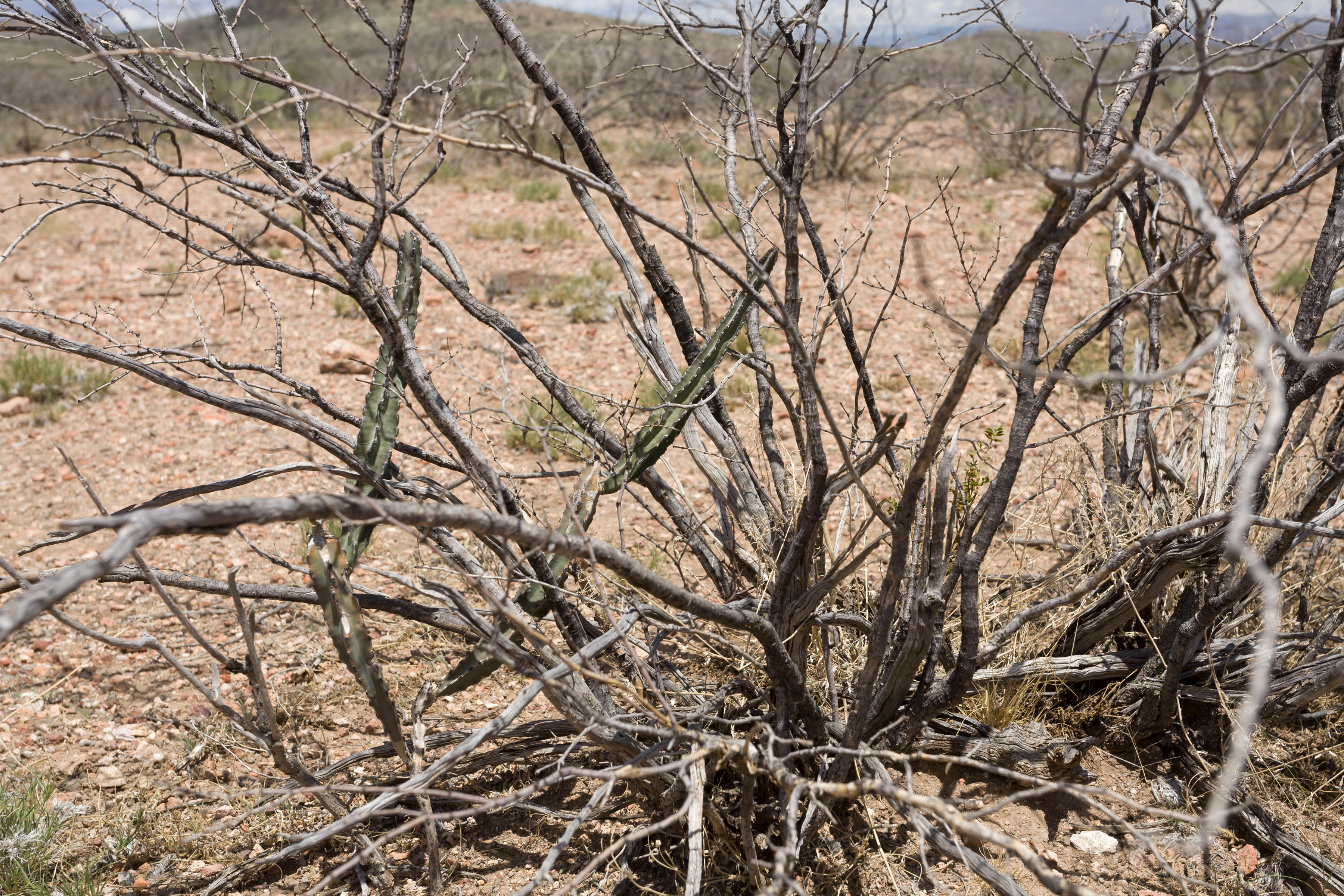
Peniocereus greggii
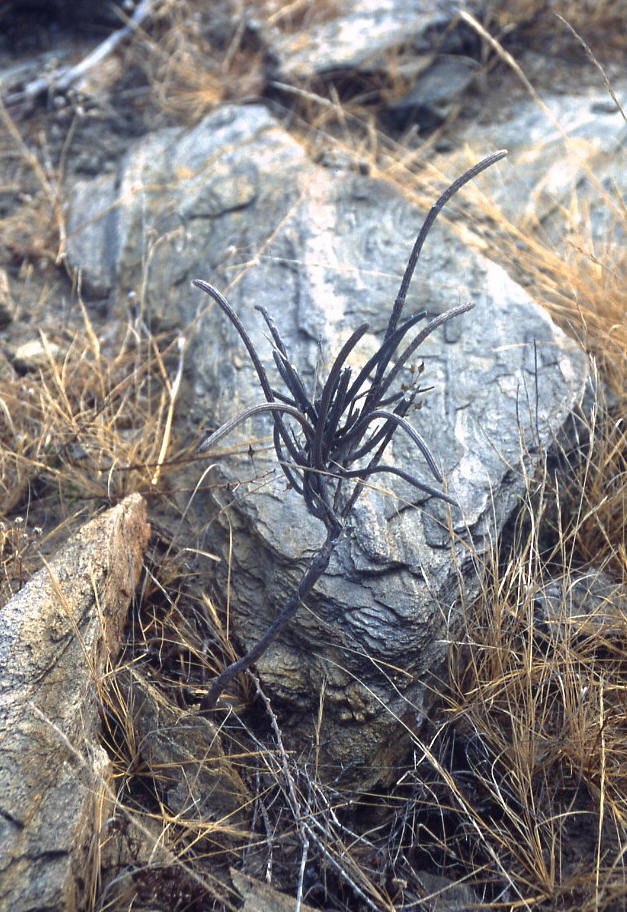
Peniocereus striatus